# Blaukappenamazilie
Die Blaukappenamazilie (Saucerottia cyanifrons, Syn.: Amazilia cyanifrons), auch Blaustirnamazilie, Indigostirnamazilie bzw. Indigostirnchen, ist eine Vogelart aus der Familie der Kolibris (Trochilidae). Die Art ist endemisch in Kolumbien. Der Bestand wird von der IUCN als nicht gefährdet (Least Concern) eingeschätzt.

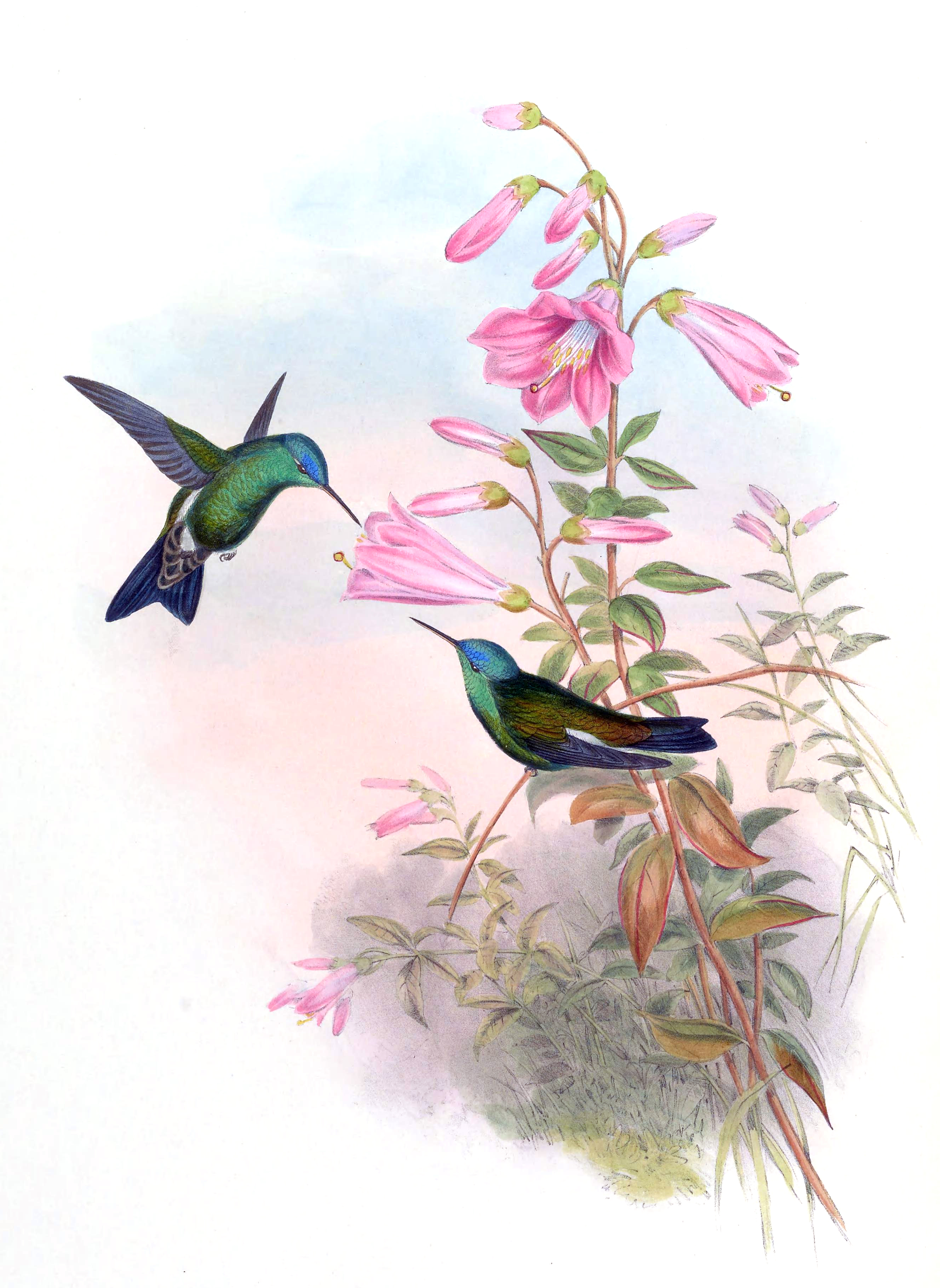
Blaukappenamazilien
(Lithografie von Henry Constantine Richter nach einer Zeichnung von John Gould, 1856)

## Merkmale
Die Blaukappenamazilie erreicht eine Körperlänge von etwa 9,1 cm, wobei der gerade Schnabel 1,8 cm lang ist. Der Unterschnabel ist überwiegend rot. Der Oberkopf des Männchens ist indigoblau, der Rest der Oberseite schimmert grün, geht aber am Bürzel in kupferbronzene Färbung über. Die gesamte Unterseite glitzert grün. An den Beinen hat sie kleine weiße Büschel. Der blau-schwarze Schwanz ist leicht gegabelt. Die Färbung der Weibchen wirkt etwas trüber.

## Verhalten
An den Blumen, die sich in den unterschiedlichsten Straten befinden können, geben sich die Vögel äußerst streitfreudig. Meist sammeln sie in den blühenden Baumkronen, die bis zu 18 Meter hoch sein können. Sie gelten als kampflustig und territorial. Unter anderem fliegen sie die Blüten der zu den Bromeliengewächsen gehörenden Gattung Guzmania an. Sehr gerne halten sie sich in der Nähe von Kirschmyrten auf. David William Snow und Barbara Kathleen Snow beobachteten, wie sie mit relativ wenig Erfolg Zuckervögel (Coereba flaveola) und mit deutlich mehr Erfolg Andenamazilien (Amazilia franciae) angriffen. Einen Schwarzbrust-Mangokolibri (Anthracothorax nigricollis), der auch in ihrem Revier Futter suchte, ließen sie in Ruhe. Nach der Dämmerung sieht man sie gelegentlich auf Zweigen sitzen und singen. Dabei jagen sie gelegentlich Insekten.

## Fortpflanzung
Melbourne Armstrong Carriker beobachtete im April im Südwesten von Huila sechs Weibchen und im Juli in Popayán vier weitere Weibchen in Brutstimmung. Bei Togüí wurden die Vögel im August beim Nestbau beobachtet.

## Lautäußerungen
Die Blaukappenamazilie äußert einsilbige sip- bzw. sick-Töne.

## Verbreitungsgebiet

Verbreitungsgebiet (grün) der Blaukappenamazilie

Sie bewegen sich normalerweise in Höhenlagen von 400 bis 1200 Meter. Dabei sind sie vom Mittel- bis zum Oberlauf des Río Magdalena über Togüí im Westen des Departamento de Boyacá bis in den Süden und Südwesten des Departamento del Huila und am Oberlauf des Río Cauca nahe Popayán sowie im Osten der Anden des Departamento de Norte de Santander verbreitet.

## Unterarten
Neben der Nominatform wurde lange der von Cecil Frank Underwood (1867–1943) am Miravalles gesammelte Balg als weitere Unterart Amazilia cyanifrons alfaroana behandelt. Im Jahr 2002 untersuchte André-Alexander Weller das einzig existierende Typusexemplar im Natural History Museum at Tring und kam zu dem Schluss, dass dieser Unterart wegen ihrer einzigartigen Färbung Artstatus zuerkannt werden sollte. Das North American Classification Committee erkannte zwar an, dass der Status einer Unterart von Amazilia cyanifrons nicht gerechtfertigt sei, mahnte aber an, dass es sich eventuell um eine Hybride handeln könnte und daher weitere Forschungen erforderlich seien.

## Etymologie und Forschungsgeschichte
Jules Bourcier beschrieb die Blaukappenamazilie unter dem Namen Trochilus cyanifrons. Das Typusexemplar stammte aus Ibagué im damaligen Vizekönigreich Neugranada. 1850 führte Charles Lucien Jules Laurent Bonaparte die neue Gattung Saucerottia u. a. für die Stahlgrüne Amazilie (Saucerottia saucerottei (Delattre & Bourcier, 1846)) ein. Dieser Name wurde zu Ehren von Antoine Constant Saucerotte (1805–1884), einem Arzt und Hobbyornithologen aus Lunéville vergeben. Das Artepitheton »cyanifrons« setzt sich aus dem lateinischen »cyanus« bzw. griechischen » κυανός kyanos« für »dunkelblau« und »frons« für »Vorderkopf, Stirn« zusammen. »Alfaroana« ist Anastasio Alfaro (1865–1951) gewidmet.
Lange wurde die Art unter dem Namen Amazilia geführt, einer Gattung die René Primevère Lesson 1843 für die Bronzekopfamazilie (Amazilia candida) einführte. Später wurde die Grünbauchamazilie dieser  Gattung zugeordnet. Der Name stammt aus Jean-François Marmontels Roman Les Incas, Ou La Destruction De L'Empire Du Pérou, in dem eine Inka-Heldin namens Amazili vorkommt.